# Крновское княжество
Крновское княжество или Герцогство Егерндорф (нем. Herzogtum Jägerndorf, чеш. Krnovské knížectví, пол. Księstwo Karniowskie, лат. Ducatus Carnovia) — одно из силезских княжеств со столицей в Крнове (Егерндорфе).

## История
Княжество было образовано в 1437 году, когда сыновья князя Ратиборско-крновского Яна II Железного поделили его наследство: Микулаш получил города Крнов, Брунталь, Водзислав-Слёнски, Рыбник и Жоры, из которых было образовано самостоятельное Крновское княжество. В 1464 году сыновья Микулаша поделили его наследство на ещё более мелкие части, и Крновское княжество с городами Крнов и Водзислав досталось старшему сыну Яну IV. В результате войн за чешскую корону в 1474 году Матвей Корвин захватил в плен Яна IV и вынудил его отказаться от Крнова, который был присоединен к землям Чешской короны и передан внебрачному сыну Матвея Яношу Корвину. С этого времени Крновское княжество перестало существовать как государственное образование, превратившись в феодальное владение.
После смерти Яна IV в 1483 году его сестра Барбара, супруга князя Яна IV Освенцимского, попыталась вернуть княжество; однако Владислав II Ягеллон, ставший королем Чехии, не собирался возвращать захваченное княжество, а вместо этого передал Крнов своему канцлеру Иоганну фон Шелленбергу. Соглашение было достигнуто в 1492 году, когда дочь Барбары Елена вышла замуж за сына Шелленберга Георга.
В 1523 году Георг Шелленберг продал Крнов маркграфу Георгу Бранденбургскому, который в 1532 году завладел почти всей Верхней Силезией, унаследовав Опольско-ратиборское княжество после бездетной смерти последнего представителя опольской линии Силезских Пястов князя Яна II Доброго. Он восстановил княжеский замок в Крнове и ввел протестантскую реформацию в Силезии. Растущее влияние протестантского дома Гогенцоллернов в Силезии вызывало недовольство Габсбургов, завладевших в 1526 году чешской короной. Тем не менее Георг, а также его сын маркграф Георг Фридрих смогли сохранить за собой княжество, в то время уже именовавшееся герцогством Егерндорф. Конфликт обострился, когда Георг Фридрих умер бездетным в 1603 году и завещал Егерндорф своему двоюродному брату курфюрсту Иоахиму III Фридриху Бранденбургскому, который в 1607 году передал его своему сыну Иоганну Георгу. Габсбурги считали герцогство возвращенным феодом, и после восстания в чешских землях и битвы при Белой горе в 1620 году император Фердинанд II конфисковал владения Гогенцоллернов в своих чешских землях.
Дом Гогенцоллернов не отказался от претензий на Егерндорф, и через сто лет спустя это стало одним из предлогов для прусского короля Фридриха Великого начать Первую Силезскую войну, закончившуюся аннексией большей части Силезии. По условиям Бреславльского договора 1742 года большая часть герцогства Егерндорф осталась за чешской короной как часть Австрийской Силезии. Окончательно герцогство было упразднено после революции 1848 года.

## Князья Крнова
| #                                    | Имя (годы жизни)                      | Родители                                      | Годы правления | Примечания                                       |
| ------------------------------------ | ------------------------------------- | --------------------------------------------- | -------------- | ------------------------------------------------ |
| 1                                    | Микулаш V Крновский (ок. 1409 — 1452) | Ян II Железный Елена Литовская                | 1437―1452      | князь Ратиборско-крновский (с 1424 по 1437 год)  |
| 2                                    | Ян IV Крновский (ок.1440 — 1483)      | Микулаш V Крновский Малгожата Клемм из Лиготы | 1452―1474      |                                                  |
| 3                                    | Вацлав III Простачок (ок.1442 — 1478) | Микулаш V Крновский Малгожата Клемм из Лиготы | 1452―1464      | князь Рыбникский и Пщинский (с 1464 по 1474 год) |
| Вошло в состав земель Чешской короны | Вошло в состав земель Чешской короны  | Вошло в состав земель Чешской короны          | 1474           |                                                  |